# Беклемишев, Николай Александрович
Николай Александрович Беклемишев (18 марта 1851 — 30 июня 1913, Усть-Нарва) — вице-адмирал русского императорского флота.

## Биография
- 1871 — Вступил в службу.
- 1873 — Окончил Морской кадетский корпус, мичман.
- 1877 — Лейтенант.
- 1886 — Старший офицер клипера «Разбойник».
- 1887 — Капитан 2-го ранга.
- 1890 — Командир парохода «Силач».
- 1891 — Командир транспорта «Артельщик».
- 1892 — Командир броненосца береговой обороны «Броненосец».
- 1894 — Командир учебного судна «Моряк».
- 1895 — Командир мореходной канонерской лодки «Сивуч».
- 1895 — Командир крейсера 2-го ранга «Крейсер».
- 1896 — Капитан 1-го ранга.
- 26 января (7 февраля) 1898 года назначен командиром крейсера 1-го ранга «Генерал-адмирал»[1].
- 1899 — Командир эскадренного броненосца «Наварин».
- 1902 — Командир 19-го Балтийского флотского экипажа.
- 1903 — Контр-адмирал. Младший флагман 2-й флотской дивизии.
- 1905 — Командующий 2-м Отдельным отрядом судов Тихого океана, образованным для закупки в Аргентине и Чили кораблей взамен утраченных в русско-японскую войну.
- 1905 — Командующий Практическим отрядом Балтийского моря.
- 20 июля 1906 — Тяжело ранен в Кронштадте[2], во дворе казарм 2-й флотской дивизии, восставшими матросами сводной роты 11, 16 и 20 экипажей.
- Февраль-ноябрь 1907 — Младший флагман Балтийского флота[3].
- 1907 — И. д. старшего флагмана Балтийского флота.
- 1907 — Член Александровского комитета раненых
- 1909 — Вице-адмирал.

Похоронен на Новом кладбище (Гатчина).

### Семья
Отец — Александр Петрович Беклемишев (июнь 1824 — 1.8.1877)
Жена — Мария Александровна Хартулари (? — после 1917);
- дочь — Нина (1882—1942, Уфа); замужем за Гавриилом Алексеевичем Епанчиным (22.11.1863 — 21.11.1933, Ленинград), генерал-майором, сыном Алексея Павловича Епанчина (1823—1913), адмирала.
  - внук — Алексей Гаврилович Епанчин (10.2.1903 — 1942), выпускник Ленинградского технологического института, инженер.

## Награды
- Орден Святого Станислава 2-й степени (1890)
- Орден Святого Владимира 4-й степени (1890) за 20 кампаний
- Орден Святой Анны 2-й степени (1894)
- Медаль в память царствования императора Александра III (1896)
- Медаль в память священного коронования императора Николая II (1898)
- Орден Святого Владимира 3-й степени (1901)
- Медаль в память военных событий в Китае в 1900—1901 гг. (1902)
- Орден Святого Станислава 1-й степени (1906)
- Медаль в память Русско-японской войны 1904—1905 гг. (1906)
- Золотой знак окончания курса Морского корпуса (1910)
- Орден Святой Анны 1-й степени (1911).